# Stekolni
Stekolni (en rus: Стекольный) és un poble (possiólok) de l'óblast de Magadan, a Rússia, que el 2019 tenia 1.663 habitants.